# Agutí de Coiba
L'agutí de Coiba (Dasyprocta coibae) és una espècie de rosegador de la família dels dasipròctids.

## Descripció
- Fa entre 41 i 62 cm de llargària total amb una cua d'1-3,5 cm de llarg.[2]

## Reproducció
Té lloc durant tot l'any. La gestació té una durada de 104-120 dies i la ventrada acostuma a ser d'1-2 cries cobertes de pèl, les quals són capaces (al cap d'una hora) de córrer. Són deslletades després de 20 dies i deixen el territori dels pares quan neix la següent ventrada o l'aliment esdevé escàs.

## Alimentació
Es nodreix, de dia, dels fruits caiguts al terra del bosc i d'altres matèries vegetals.

## Hàbitat
Viu als boscos de fulla caduca i matollars a prop de l'aigua.

## Distribució geogràfica
Es troba a Panamà: és endèmic de l'illa de Coiba.

## Longevitat
La seva esperança de vida és de fins a 17 anys en captivitat.

## Costums
- Viu formant parelles que romanen tota la vida juntes i defensen un territori.
- A les zones on són caçats acostumen a sortir, només, de nit.[2]

## Estat de conservació
Està amenaçat per la pèrdua del seu hàbitat natural, el desenvolupament del turisme, els huracans i les malalties.